# 山本一輝
山本 一輝（やまもと いつき、1984年3月5日 - ）は日本の俳優。ヘッドクリエイティブ所属。友人は同じ事務所の俳優・沢木祐介。現在渋谷にてBARを経営。

## 主な出演作品

### ドラマ
- 葵 徳川三代（2000年、NHK） - 松平信綱 役
- ワニのこだわり〜アイドル刑事S（2001年、TBS）
- キッズ・ウォースペシャル（2002年、TBS）
- 仮面ライダー555（2003年、テレビ朝日） - 黒田和彦 役
- ファンタズマ〜呪いの館〜（2004年、テレビ東京）EPISODE1
- 温泉へ行こう（TBS）

### 映画
- ウォーターボーイズ（2001年） - 本山数木 役
- バトル・ロワイアルII 鎮魂歌（2003年） - 宮台陽介 役

### CM
- サントリー「C.C.レモン」
- マクドナルド